# Fairmont City (Illinois)
Fairmont City est un village des comtés de Madison et de Saint Clair dans l'Illinois, aux États-Unis,. Il est situé en limite des deux comtés. Le village est incorporé le  27 septembre 1923.

## Démographie
Lors du recensement de 2010, le village comptait une population de 2 635 habitants. Elle est estimée, en 2016, à 2 486 habitants.

### Source de la traduction
- (en) Cet article est partiellement ou en totalité issu de l’article de Wikipédia en anglais intitulé « Fairmont City, Illinois » (voir la liste des auteurs).